# Stazione di Gemona del Friuli
La stazione di Gemona del Friuli è la stazione ferroviaria della Pontebbana che si trova nel comune di Gemona del Friuli. È inoltre stazione capotronco della ferrovia per Sacile.

## Storia
La stazione venne inaugurata il 15 novembre 1875 quando venne aperto il tratto ferroviario che la collegava con la stazione di Udine.
Il 18 dicembre 1876 fu poi aperto il tratto che collegava la stazione con quella di Carnia. Solo il 1º novembre 1914 Gemona venne collegata con la stazione di Pinzano, completando così il tratto ferroviario proveniente da Casarsa.
Fino al 1976 la stazione appariva diversa rispetto a quella attuale, fu distrutta completamente dal terremoto avvenuta in tale anno.
Nel 1992 venne inaugurato il raddoppio proveniente da Artegna, che comportò la ricostruzione della stazione e dell'adiacente scalo merci.

## Strutture e impianti
La stazione è dotata, al suo interno, del servizio di biglietteria automatica e di una sala d'aspetto. È dotata di 10 binari: 4 abilitati al servizio viaggiatori, i restanti fanno parte del fascio merci, ricoveri e manovre.

## Movimento
La stazione è servita da treni regionali svolti da Trenitalia nell'ambito del contratto di servizio stipulato con le Regioni interessate, nonché dagli autobus del servizio integrato Udine-Tarvisio e da servizi della Società Ferrovie Udine-Cividale (FUC).

## Servizi
La stazione dispone dei seguenti servizi:
- Biglietteria automatica
- Sala d'attesa
- Posto di Polizia ferroviaria

## Interscambi
- Fermata autobus